# Coupe Mitropa 1977-1978
Navigation
Édition précédente Édition suivante
La Coupe Mitropa 1977-1978 est la trente-septième édition de la Coupe Mitropa. Elle est disputée par six clubs provenant de cinq pays européens.
Le FK Partizan Belgrade remporte la compétition en battant en finale le Budapest Honvéd, sur le score d'un but à zéro.

## Compétition
Les six équipes participantes sont réparties en deux groupes. Dans chaque groupe, chaque équipe joue deux fois contre les deux autres équipes. Une victoire vaut deux points, un match nul un point et une défaite ne rapporte aucun point. Les deux vainqueurs de groupe s'affrontent en finale (match unique).

### Groupe A
| Rang | Équipe               | Pts | J | G | N | P | Bp | Bc | Diff |  | Résultats (▼ dom., ► ext.) |     |     |     |
| ---- | -------------------- | --- | - | - | - | - | -- | -- | ---- |  | -------------------------- | --- | --- | --- |
| 1    | FK Partizan Belgrade | 6   | 4 | 3 | 0 | 1 | 14 | 4  | +10  |  | FK Partizan Belgrade       |     | 4-0 | 5-1 |
| 2    | Pérouse Calcio       | 5   | 4 | 2 | 1 | 1 | 3  | 5  | -2   |  | Pérouse Calcio             | 2-1 |     | 1-0 |
| 3    | Zbrojovka Brno       | 1   | 4 | 0 | 1 | 3 | 2  | 10 | -8   |  | Zbrojovka Brno             | 1-4 | 0-0 |     |

### Groupe B
Le Rapid Vienne déclare forfait avant la compétition.
| Rang | Équipe                | Pts | J | G | N | P | Bp | Bc | Diff |  | Résultats (▼ dom., ► ext.) |     |     |  |
| ---- | --------------------- | --- | - | - | - | - | -- | -- | ---- |  | -------------------------- | --- | --- |  |
| 1    | Budapest Honvéd       | 2   | 2 | 1 | 0 | 1 | 7  | 2  | +5   |  | Budapest Honvéd            |     | 6-0 |  |
| 2    | FK Vojvodina Novi Sad | 2   | 2 | 1 | 0 | 1 | 2  | 7  | -5   |  | FK Vojvodina Novi Sad      | 2-1 |     |  |
| -    | Rapid Vienne          | 0   | 0 | 0 | 0 | 0 | 0  | 0  | 0    |  | Rapid Vienne               |     |     |  |

### Finale
Le match a lieu le 13 décembre 1977 à Belgrade.
| Équipe 1             | Résultat | Équipe 2        |
| -------------------- | -------- | --------------- |
| FK Partizan Belgrade | 1-0      | Budapest Honvéd |